# Angelica Mandy
Angelica Mandy (Bath, 25 agosto 1992) è un'attrice britannica.
È nota soprattutto per aver impersonato il ruolo di Gabrielle Delacour, sorella di Fleur Delacour nel film Harry Potter e il calice di fuoco.

## Filmografia
- La fiera della vanità, regia di Mira Nair (2004)
- Harry Potter e il calice di fuoco, regia di Mike Newell (2005)
- Harry Potter e i Doni della Morte - Parte 1, regia di David Yates (2010)